# Басманная больница
Басманная больница, или Городская клиническая больница скорой помощи № 6, - бывшая больница в Москве, по адресу Новая Басманная улица, д. 26. Являлась клинической базой Московского медицинского стоматологического института и Республиканского медицинского университета, а также городским центром по спинномозговой (спинальной) травме.
Огромная усадьба Н. Н. Демидова — объект культурного наследия федерального значения — между двумя Басманными улицами почти полностью сохранила структуру с периметральной застройкой вокруг двора и парка и архитектурный облик в духе раннего классицизма. В комплекс зданий бывшей Басманной больницы входят главный дом усадьбы, флигели с оградой и воротами.

## История

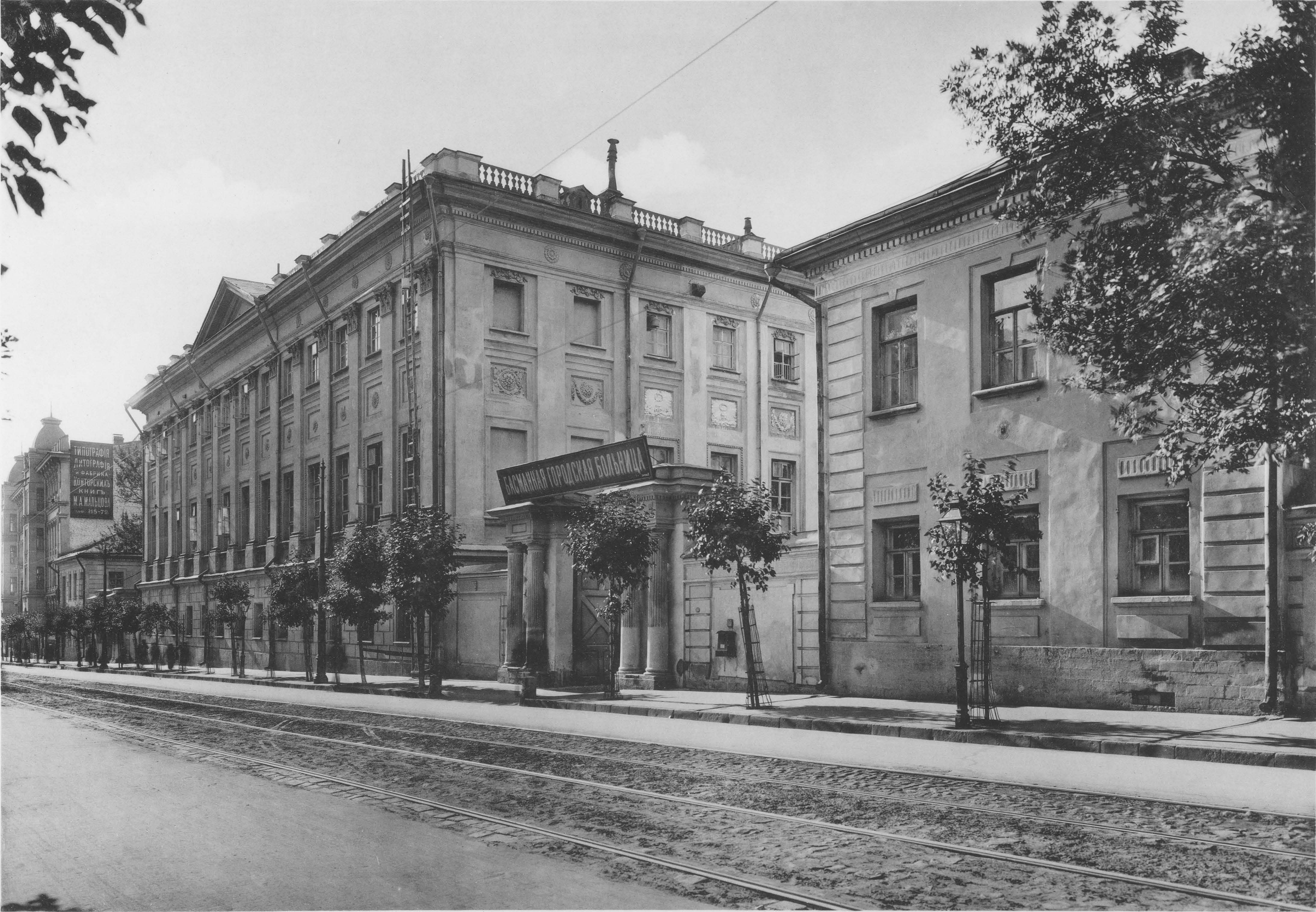
Басманная больница на Ново-Басманной улице; 1913 г.

В 1755—1756 годах граф Н. А. Головин скупил несколько участков и построил здесь деревянные хоромы. От него усадьба, выходившая и на Новую и на Старую Басманные улицы, перешла в конце XVIII века к внуку Акинфия Демидова Никите Никитичу; он, вероятно, и построил по красной линии Новой Басманной улицы большой дворец с двумя каменными флигелями, купленный в 1805 году князем Михаилом Петровичем Голицыным, продавшим перед этим сравнительно небольшой дом на Старой Басманной. Современники писали о «великолепном доме» князя и его «славной картинной галерее», о которой говорили, что её «можно назвать музеем или московским Эрмитажем в малом виде: то же разнообразие предметов, тот же вкус ко всему изящному и то же искусство в размещении их».
После 1812 года дом Голицына в Москве получил прозвище «несгораемого» — он чудом уцелел среди погоревших домов по всей Новой Басманной. В 1831 году Голицын расстался с домом, который уже не мог содержать, и через три года его приобрёл «Попечительный совет о заведениях общественного призрения» для Сиротского училища. В 1837 году, когда в усадьбе разместили Сиротский приют, к восточному торцу здания пристроили домовую церковь Успения Анны; при реконструкции здания был также выстроен новый парадный вестибюль. 
Первое больничное учреждение Басманной больницы открылось в 1873 году. 30 октября 1876 года состоялось официальное открытие больницы под названием «Басманная больница для чернорабочих при бывшем здании Сиротского суда в Москве». Попечительским советом первым главным врачом Басманной больницы был назначен доктор медицины П. Н. Федоров  — отец знаменитого русского хирурга С. П. Фёдорова. Вместе с временными бараками в отделении насчитывалось 660 коек. 
С 1877 года — самостоятельная больница.

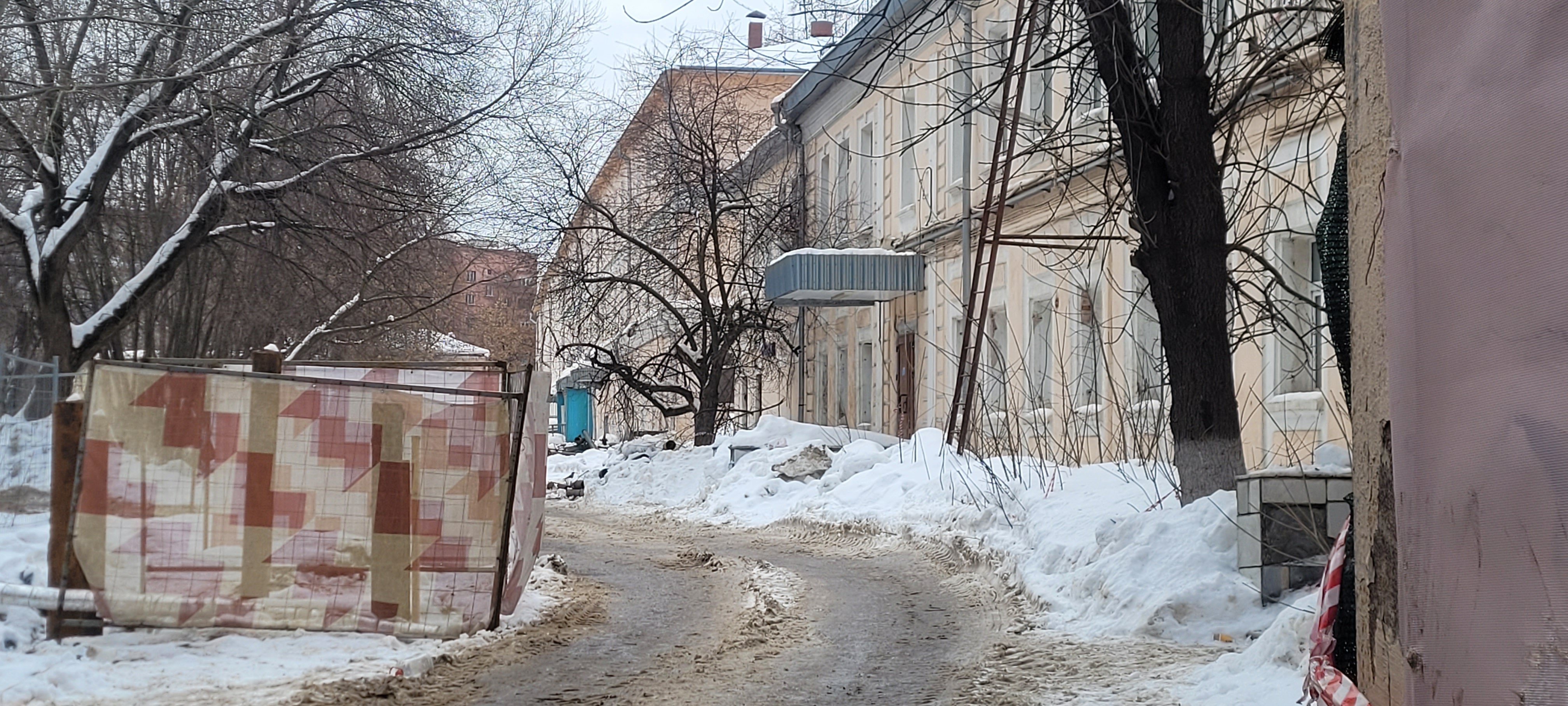
Здания на внутренней территории (2022)

В годы Великой Отечественной войны — военный госпиталь (мемориальная доска).
В 1986 году сюда привозили пострадавших работников ЧАЭС и работников пожарной охраны, устранявших пожар, возникший вследствие аварии.
В 1995 году в 19 отделениях  — 885 коек.

## Выдающиеся работники
В советское время в больнице работали: М. С. Вовси, Л. Х. Кечкер, Е. М. Тареев, В. Э. Салищев, Л. Зено, Г. А. Рейнберг, Г. С. Бом, А. В. Каплан, С. И. Баренбойм.

## Современное состояние больницы
В 2014 году в рамках оптимизации городского здравоохранения сокращён коечный фонд и медицинский персонал. 19 января 2015 года решением Департамента здравоохранения города Москвы ликвидирована как нерентабельное учреждение.
Главный дом и уличные флигели опустели, но охраняются, тепловой контур закрыт, ворота заперты. Владение осталось на балансе Департамента здравоохранения, однако характер дальнейшего использования памятника неясен. Осенью 2016 года приказом Департамента культурного наследия  утверждено охранное обязательство
Бывшие отделения:
- Терапевтическое
- Неврологическое
- Хирургическое
- Гнойное хирургическое (заболевания кисти)
- Оториноларингологическое
- Гинекологическое
- Анестезиологическое и реанимационное
- Реанимационное неврологическое отделение
- Приемное отделение

Бывшие другие отделения и службы:
- операционный блок
- эндоскопическое отделение
- отделение рентгенодиагностики
- отделением функциональной диагностики
- клинико-диагностическая лабораторией
- кабинет переливания крови
- стерилизационная
- физиотерапевтическое отделение (отделение восстановительных методов лечения)
- аптека
- медицинский архив

## Больница в искусстве
- «Басманная больница», повесть Георгия Фёдорова.[5]
- Басманная больница — место действия нескольких эпизодов сериала «Чернобыль».